# Hipposideros inexpectatus
Hipposideros inexpectatus is een zoogdier uit de familie van de bladneusvleermuizen van de Oude Wereld (Hipposideridae). De wetenschappelijke naam van de soort werd voor het eerst geldig gepubliceerd door Laurie & Hill in 1954.

## Voorkomen
De soort komt voor in Indonesië.